# Municipio de Benton (condado de Wayne, Iowa)
El municipio de Benton (en inglés: Benton Township) es un municipio ubicado en el condado de Wayne en el estado estadounidense de Iowa. En el año 2010 tenía una población de 191 habitantes y una densidad poblacional de 2,03 personas por km².

## Geografía
El municipio de Benton se encuentra ubicado en las coordenadas 40°46′10″N 93°23′29″O / 40.76944, -93.39139. Según la Oficina del Censo de los Estados Unidos, el municipio tiene una superficie total de 94.28 km², de la cual 93,89 km² corresponden a tierra firme y (0,41 %) 0,39 km² es agua.

## Demografía
Según el censo de 2010, había 191 personas residiendo en el municipio de Benton. La densidad de población era de 2,03 hab./km². De los 191 habitantes, el municipio de Benton estaba compuesto por el 98,43 % blancos, el 1,05 % eran amerindios, el 0,52 % eran asiáticos. Del total de la población el 0 % eran hispanos o latinos de cualquier raza.